# George Seferis
Giorgos Seferis (Grieks: Γιώργος Σεφέρης), pseudoniem van Giórgos Seferiádis (geboren als Giorgos Stylianos Seferiádis, Smyrna, 13 maart 1900 — Athene, 20 september 1971), was een groot Nieuwgrieks dichter.

## Biografie
Seferis werd geboren te Smyrna (nu İzmir, in Turkije), studeerde rechten in Parijs en was tot 1962 in diplomatieke dienst, het laatst als Grieks ambassadeur in Londen. Hij werd in 1963 geëerd met de Nobelprijs voor Literatuur.
Zijn gedichten ademen een sfeer van diepe melancholie, die wordt veroorzaakt door het besef van het menselijk tekort en de machteloosheid ten aanzien van onderdrukking, machtsmisbruik, geweld en oorlog. Typerend voor zijn literair werk is de alomtegenwoordigheid van het verleden in het heden, niet het minst door de vele verwijzingen en citaten uit de klassieke en de moderne Griekse dichters.
Zijn afkeer van alle geweld bracht hem in 1969 tot het publiceren van een manifest, waarin hij de militaire junta van de "Kolonels" ervan beschuldigde de vrijheid in zijn land te muilkorven.

## Vertalingen in het Nederlands
- 1965 - Gedichten[1]
- 1973 - Houd op de zee te zoeken : gedichten[2]
- 1992 - Op de wijze van Y.S. en andere gedichten[3]
- 1994 - Het blad van de peppel
- 2017 - Gedichten[4]